# Marius Stan
Marius Stan (* 1961 in Rumänien) ist ein rumänisch-amerikanischer Wissenschaftler, der als ungelernter Schauspieler mit einer Rolle in der US-amerikanischen Fernsehserie Breaking Bad bekannt geworden ist.

## Leben
Nachdem er seine akademische Ausbildung in Rumänien mit einem M.Sc. in Physik sowie einen Ph.D. in Chemie absolviert hatte, migrierte er 1997 nach New Mexico, um dort als Post-Doktorand am Los Alamos National Laboratory zu arbeiten. 2010 zog er mit seiner Familie nach Chicago, wo er am Argonne National Laboratory in der Materialwissenschaft und Werkstofftechnik forscht.
Marius Stan und seine Frau Liliana haben einen älteren Sohn sowie eine Tochter.

## Schauspielerei
Die Rolle in Breaking Bad erhielt er durch Zufall, weil er 2007 seine Kinder zu einem Casting als Statisten dieser Serie begleitete. Nach eigenen Angaben waren es offenbar vor allem seine stark ausgeprägten Augenbrauen, mit denen er den Casting-Verantwortlichen aufgefallen sei, woraufhin er zu seiner eigenen Überraschung die Rolle des Arbeitgebers des Serien-Protagonisten erhielt, als der er in fünf Episoden aufgetreten ist.

## Filmografie
- 2005: Prison Break
- 2008–2011: Breaking Bad (Fernsehserie, 5 Episoden)
- 2009: L.A. Crash

## Publikationen
- Models and Simulations of Nuclear Fuels, 2013, ISBN 978-1-4398-1452-9